# تلمبه کاظم‌آباد (کشکوئیه)
تلمبه کاظم‌آباد یک منطقهٔ مسکونی در ایران است که در دهستان کشکوئیه واقع شده‌است.